# Wareru
Cette page contient des caractères spéciaux ou non latins. S’ils s’affichent mal (▯, ?, etc.), consultez la page d’aide Unicode.
Wareru (birman ဝါရီရူး, wàɹíjú ; 20 mars 1253 – janvier 1307) est le fondateur du Royaume de Ramanya, dans le sud de la Birmanie actuelle (République de l'Union du Myanmar). Ce royaume est plus connu sous le nom de Royaume d'Hanthawaddy ou Royaume de Pégou, du nom de sa seconde capitale (la première étant Martaban). Roturier d'ascendance shane et mône, Wareru réussit par la diplomatie et par la force à fonder un royaume môn en Basse-Birmanie au moment de la chute du royaume de Pagan en 1287. Il était formellement vassal de son beau-père Rama Khamheng, souverain du royaume de Sukhothaï, et de la dynastie Yuan, victorieuse de Pagan. Il repoussa les attaques des « trois frères shans » du royaume de Myinsaing en 1287 et 1294.
Il fut assassiné par ses petits-enfants en 1306 ou 1307, et son jeune frère Hkun Law lui succéda. Les grands succès de son règne furent la compilation du Dhammathat, le plus ancien recueil de lois conservé en Birmanie, et la fondation d'un royaume qui ne disparaitrait que 230 ans après sa mort.

## Jeunesse
Wareru est né près de Thaton d'un père shan et d'une mère mône en mars 1253. Son nom môn était Magadu et son nom shan Wa Row (Wareru). (Ce nom shan est aussi connu comme Chao Fa Rua, mais cela signifie simplement saopha (prince) Rua). Il était l'aîné de sa famille et avait au moins deux frères et une sœur. Dans sa jeunesse, il fit du commerce entre Martaban et Sukhothaï. Dans les années 1270, il obtint un poste dans les étables à éléphant du roi de Sukhothaï Ramkhamhaeng, dont il devint le capitaine des gardes. En 1280, il séduisit Me Nang Soy Da, une des filles du roi, et s'enfuit avec elle et quelques dizaines de partisans,.

## Ascension (1281–1287)
Revenu à Martaban, Wareru réussit à y prendre le pouvoir. Selon les chroniques birmanes, il aurait demandé à sa sœur Hnin U Yaing, qui était très belle, de se baigner à un endroit où le gouverneur Aleimma (en) pourrait la voir. Aleimma la demanda en mariage. Lors de la cérémonie nuptiale, Wareru l'assassina, et il devint maître de la ville. Le royaume de Pagan, aux prises avec les invasions mongoles, ne put pas réagir à ce coup de force.
Fin 1287, les mongols dévastèrent Pagan et l'autorité centrale s'effondra. De nombreux gouverneurs, surtout ceux des régions périphériques, qui agissaient déjà en souverains, se révoltèrent ouvertement. Wareru, formellement en rébellion depuis 1281, s'allia avec le gouverneur de Pégou Tarabya, chacun épousant la fille de l'autre. Associées, leurs forces « sudistes » défirent les forces « nordistes » de Yazathingyan, futur cofondateur du royaume de Myinsaing, et réussirent à conquérir toute la Basse-Birmanie. Les deux chefs rebelles se brouillèrent ensuite et, lors d'une escarmouche, Tarabya fut capturé et exécuté.

## Règne (1287–1307)
Demi-Shan, Wareru s'efforça d'apparaître le digne successeur des rois môns qui avaient régné sur la Basse-Birmanie avant son absorption par le royaume de Pagan au XIe siècle. Couronné en décembre 1287, il nomma son royaume Ramanna (pays des Môns), avec Martaban comme capitale. Bien que récent vainqueur de forces venues du nord, et bien que Pagan ait disparu, il craignit tout au long de son règne une invasion venant de cette direction.
Dans cette perspective, il assura ses arrières en envoyant un tribut à son beau-père Ramkhamhaeng, dit Rama le Fort, roi de Sukhothaï. En 1294, il reçut de Sukhothaï la reconnaissance de sa royauté et un éléphant blanc. En réalité, la nouvelle de cette soumission incita les « trois frères shans » de Myinsaing à attaquer Martaban. Wareru réussit à les repousser, et ne fut plus attaqué durant le reste de son règne,. Devenu formellement vassal du royaume de Sukhothaï, il était aussi préoccupé par les visées traditionnelles des thaïs sur la côte du Tenasserim. Pour renforcer sa position, il réussit en 1298 à devenir un vassal direct des mongols de la dynastie Yuan (il l'était déjà indirectement par Sukhothaï, qui était elle-même leur vassale),.
En janvier 1307, Wareru fut assassiné à Martaban par ses petits-enfants, descendants de Tarabya. Son frère Hkun Law, de vingt ans son cadet, lui succéda.

## Empreinte
Son talent de diplomate et sa réputation d'homme de guerre lui avaient permis de fonder en Basse-Birmanie un état unifié qui allait durer 250 ans. Il était cependant considéré comme un usurpateur shan par la population, qui se réjouit de son assassinat. Wareru est aussi responsable du Dhammathat (ou Code de Wareru), le plus ancien recueil de lois conservé en Birmanie. Wareru avait cherché à améliorer les recueils compilés à Pagan par Shin Dhammavilsa, et nommé une commission royale pour compiler un traité nouveau et plus complet. Le résultat de leur travail est le Code de Wareru, qui forme la base du droit coutumier birman,.